# Кашиливское
Кашиливское (каз. Кошелев көлі) — озеро в Костанайском районе Костанайской области Казахстана. Находится к северу от села Васильевка.
По данным топографической съёмки 1958 года, площадь поверхности озера составляет 1,17 км². Наибольшая длина озера — 1,3 км, наибольшая ширина — 1,2 км. Длина береговой линии составляет 4,1 км, развитие береговой линии — 1,06. Озеро расположено на высоте 191 м над уровнем моря.